# Endotrichella wallisii
Endotrichella wallisii är en bladmossart som beskrevs av C. Müller 1874. Endotrichella wallisii ingår i släktet Endotrichella, klassen egentliga bladmossor, divisionen bladmossor och riket växter. Inga underarter finns listade i Catalogue of Life.